# Questa, New Mexico
Questa, New Mexico (енгл. Questa) град је у америчкој савезној држави Њу Мексико.

## Демографија
По попису из 2010. године број становника је 1.770, што је 94 (-5,0%) становника мање него 2000. године.
| Група             | 2000.         | 2010.         |
| Белци             | 331 (17,8%)   | 281 (15,9%)   |
| Афроамериканци    | 2 (0,1%)      | 6 (0,3%)      |
| Азијати           | 1 (0,1%)      | 6 (0,3%)      |
| Хиспаноамериканци | 1.501 (80,5%) | 1.453 (82,1%) |
| Укупно            | 1.864         | 1.770         |